# Julia Gillard
Pour les articles homonymes, voir Gillard.
Julia Gillard, née le 29 septembre 1961 à Barry (pays de Galles), est une femme d'État australienne d'origine britannique, Première ministre d'Australie du 24 juin 2010 au 27 juin 2013.
Membre du Parti travailliste australien, elle est vice-Première ministre sous Kevin Rudd à partir de 2007 puis lui succède à la tête du gouvernement, devenant ainsi la première femme Première ministre d'Australie. Elle démissionne de ses fonctions trois ans plus tard après sa mise en minorité au sein de son parti. Elle est remplacée par Rudd, qui redevient Premier ministre,,.

## Éléments personnels

### Enfance et famille
Julia Eileen Gillard est née au Royaume-Uni, à Barry dans le Vale of Glamorgan au pays de Galles. Elle est la seconde fille de John (issu d'une famille de mineurs de charbon, il est officier de police, puis infirmier psychiatrique) et Moira Gillard (cuisinière pour une maison de retraite de l'armée du salut après leur arrivée en Australie). Bien qu'avouant elle-même n'avoir que peu de souvenirs de son passé en Grande-Bretagne, elle cite le travailliste gallois Nye Bevan comme l'un de ses « héros politiques ». 
À cause de sa mauvaise santé durant sa petite enfance (elle souffre de broncho-pneumonie), un médecin conseille à ses parents d'émigrer dans un pays plus chaud. Donc, Julia, ses parents et sa sœur Alison, son aînée de trois ans, migrent à Adélaïde dans l'État d'Australie-Méridionale en 1966.

### Éducation
Julia Gillard passe son enfance dans l'agglomération d'Adélaïde, où elle est scolarisée dans le public à la Mitcham Demonstration School (primaire) puis à la Unley High School (secondaire), deux établissements situés dans la ville de Mitcham, jusqu'en 1978. Elle poursuit ensuite des études supérieures à l'université d'Adélaïde, où elle adhère dès sa seconde année au Club travailliste des étudiants par l'intermédiaire de la fille d'un élu local du parti, participant notamment à une campagne contre des coupes décidées dans le budget de l'éducation de l'État. 
Elle rejoint ensuite l'université de Melbourne à partir de 1983 après être devenue vice-présidente de l' Australian Union of Students (AUS, ou Syndicat australien des étudiants, devenue en 1987 la National Union of Students NUS, regroupant l'essentiel des syndicats et associations d'étudiants du pays) qui a à cette époque son siège dans la capitale du Victoria. Elle devient d'ailleurs présidente de l'AUS plus tard en 1983, la seconde femme à diriger cette institution, pour un mandat de deux ans. Elle obtient un Bachelor of Arts (BA) et un Bachelor of Laws (LL.B) de l'université de Melbourne.

## Carrière

### Métier d'avocate
Julia Gillard rejoint en 1987 le cabinet d'avocats Slater & Gordon (qui défend essentiellement des syndicats) dans le quartier de Werribee et la ville de Wyndham, banlieue ouest de Melbourne, et travaille tout particulièrement dans le domaine du droit du travail. Elle en devient l'une des associées à 29 ans, en 1990.

### Premières actions militantes
En parallèle de ses activités étudiantes et d'avocate, Julia Gillard est également active à cette époque au sein du Parti travailliste (Australian Labor Party en anglais, abrégé en ALP) du Victoria, comme déléguée à la Conférence de l'État du parti à partir de 1982 et membre de la faction « Gauche socialiste » (Socialist Left, l'aile gauche du parti défendant des thèses socialistes, interventionnistes sur le plan économique et libertaire pour les questions de société, telles que le féminisme ou la défense des droits des Aborigènes) et secrétaire du groupe de pression Socialist Forum. Elle milite ainsi activement au cours des années 1980 pour abroger le traité militaire ANZUS, jumeler Melbourne avec Leningrad (ce qui est chose faite en 1989) ou introduire une surtaxe sur les personnes à hauts revenus. 
Entre 1995 et 1998, Gillard est la directrice de cabinet de John Brumby, alors chef de l'opposition au gouvernement libéral de Jeff Kennett dans l'État du Victoria. Elle est surtout chargée de mettre en place une discrimination positive au sein du Parti travailliste du Victoria afin de répondre à l'objectif fixé en 1994 de pré-sélectionner des femmes à hauteur de 35 % des sièges obtenus, dans toutes les élections, à partir de 2002. Elle participe également à la fondation en 1996 de l'Emily's List Australia (version australienne de l'homonyme américaine), une fondation extérieure au parti et qui défend un objectif encore plus ambitieux de faire élire 45 % de femmes au Parlement, à la fois à la Chambre des représentants et au Sénat australien, selon un programme en faveur de l'égalité (politique, sociale, économique et professionnelle) des femmes avec les hommes et pro-choix.

### Représentante

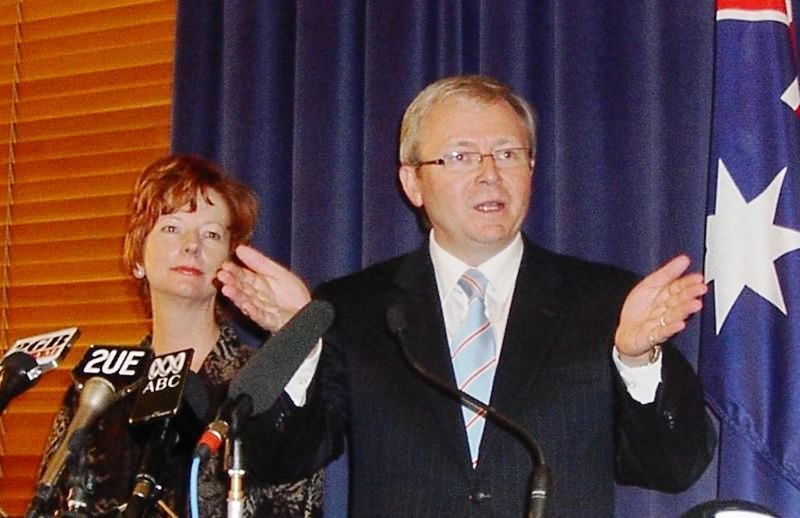
Julia Gillard et Kevin Rudd après leur élection à la tête de l'ALP.

Élue de la circonscription de Lalor à la Chambre des représentants à partir de 1998, Julia Gillard fut ministre de la Santé du cabinet fantôme de Mark Latham, qui fut le chef de l'opposition travailliste aux élections fédérales de 2004. Après avoir essuyé une défaite cinglante, elle conserva son poste sous la direction de Kim Beazley. Cependant, elle fut promue au poste de numéro deux du Parti travailliste australien après un « leadership challenge » conduit par Kevin Rudd. Elle est la première femme et la première personne née en dehors de l'Australie à occuper la fonction de vice-Premier ministre.
À la suite de la publication d'une photographie qui la montrait chez elle à côté d'un saladier de fruits vide, la métaphore fut reprise par Bill Heffernan (sénateur libéral de Nouvelle-Galles du Sud), qui l'attaqua comme « deliberately sterile » (volontairement stérile). Elle avait effectivement préféré consacrer sa vie à la politique, plutôt que d'avoir des enfants, mais elle insiste sur le fait qu'il s'agit là d'un choix très personnel, tout en reconnaissant qu'il lui a beaucoup facilité son parcours politique. Première Première ministre non mariée, elle a un compagnon, Tim Mathieson, de 2006 à 2021.

### Vice-Première ministre
Après le succès de son parti aux élections fédérales du 24 novembre 2007, Julia Gillard est nommée vice-Première ministre et ministre de l'Éducation, ministre de l'Emploi et des Relations sociales, et ministre de l'Insertion du gouvernement de Kevin Rudd. Elle est la première femme à occuper la fonction de vice-Première ministre d'Australie.

### Première ministre

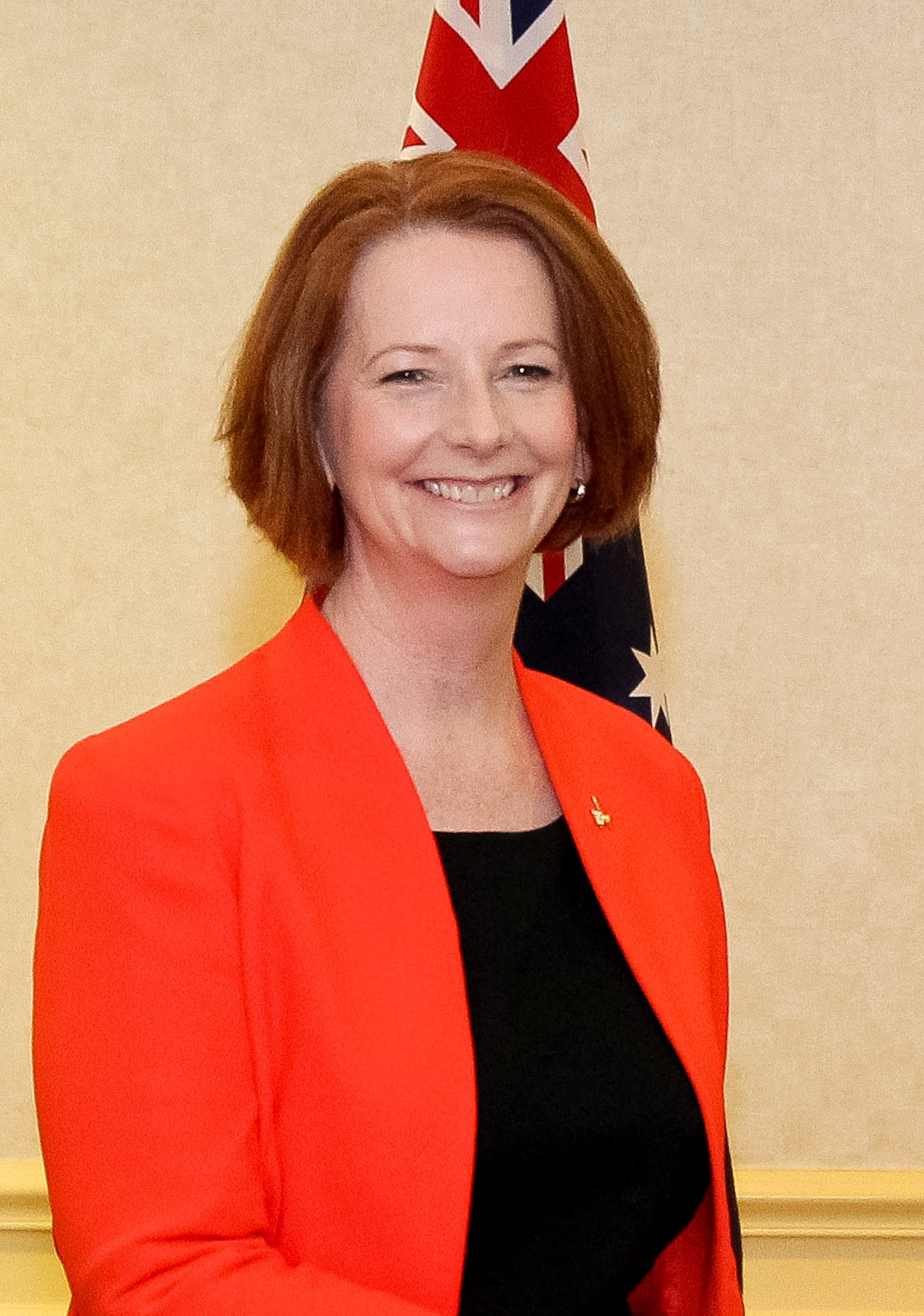
Julia Gillard en 2011.

Après une série de changements de politique et un important déclin de popularité de Rudd, les principaux dirigeants du parti travailliste commencèrent à envisager de le remplacer par son adjointe, plus populaire, Julia Gillard. Rudd était considéré comme trop autocratique par plusieurs de ses collègues et il manquait d'un ancrage fort dans le mouvement syndical. Après deux ans et sept mois passés comme chef du gouvernement, Rudd démissionne le 24 juin 2010, juste avant un vote interne du parti, qu'il savait perdu d'avance du fait de son impopularité croissante, demandé par Julia Gillard. Elle le remplace dans la foulée, devenant la première femme à prendre la tête du gouvernement australien,, et la première personne née hors du sol australien à occuper ce poste depuis Billy Hughes (en place de 1915 à 1923.
Elle annonce aussitôt la tenue d'élections législatives anticipées, convoquées le 21 août. Le jour du scrutin, l'Australie se retrouve, pour la première fois depuis 70 ans, avec une Chambre des représentants en situation de hung parliament. Elle entame aussitôt des négociations avec des représentants indépendants pour tenter de bâtir une majorité parlementaire. Après avoir obtenu le ralliement du seul représentant des Verts australiens, elle décroche progressivement le soutien de trois représentants indépendants et dispose ainsi, à partir du 7 septembre, d'une majorité absolue à la Chambre.
Le 27 février 2012, elle est confirmée dans ses fonctions de chef du parti, par 71 voix contre 31 à Kevin Rudd, qui avait remis publiquement en cause son mandat la semaine précédente, alors même que les sondages lui sont très défavorables.
Le 9 octobre 2012, en réponse à une motion du chef de l'opposition Tony Abbott pour la démission du président de la Chambre des représentants Peter Slipper à la suite de révélations de harcèlement sexuel sur une collaboratrice, Gillard prononça un discours de plus de quinze minutes devant la Chambre en réponse aux déclarations « sexistes et misogynes » régulièrement prononcées par Abbott, et afficha son soutien à Slipper. Le discours reçut une large couverture médiatique internationale,.
Sous la pression des écologistes, dont le soutien lui était nécessaire, elle finit par mettre en œuvre une taxe sur l'exploitation des ressources non renouvelables. Elle lance également la mise en place de la taxe carbone afin de réduire les rejets de CO2, dont l'Australie est un des plus grands émetteurs, en obligeant les 500 entreprises les plus polluantes à acheter des permis d'émission.
Le 26 juin 2013, à quelques semaines d'élections législatives prévues en septembre, elle est désavouée lors d'un vote de confiance des parlementaires de sa formation. Elle n'obtient que 45 votes en sa faveur, contre 57 pour son rival, Kevin Rudd, qui redevient ainsi chef du Parti travailliste et Premier ministre désigné. Elle annonce qu'elle quitte la politique et ne se représentera pas aux prochaines élections.
En février 2014, Gillard devient présidente du conseil d'administration du Partenariat mondial pour l'éducation (PME).